# Odoteo
Odoteo (... – 387) è stato un generale germanico, capo dei Grutungi.

## Storia
Odoteo invase il territorio romano nei Balcani nel 387, ma venne ucciso in una battaglia contro Promoto.